# Sigismundo II Augusto da Polônia
Sigismundo II Augusto (em polonês: Zygmunt II August; Cracóvia, 1 de agosto de 1520 – Cracóvia, 7 de julho de 1572) foi o Rei da Polônia e Grão-Duque da Lituânia de jure desde 1529, quando foi eleito através da eleição Vivente rege, aos 9 anos. Mas não governou até 1548, quando ele assumiu o poder de facto após a morte de seu pai, permanecendo no poder até sua morte, em 1572. Era filho do rei Sigismundo I da Polônia e sua segunda esposa Bona Sforza. 

## Biografia
Sigismundo II Augusto Jagelão nasceu na Polônia em 1 de agosto de 1520, na cidade de Cracóvia. Sigismundo era filho do rei Sigismundo I da Polônia e da duquesa italiana, Bona Sforza. Por parte paterna, ele era neto de Casimiro IV Jagelão e de sua esposa, Isabel da Áustria. E por parte materna, era neto de João Galeácio Sforza e de Isabel de Aragão. Sigismundo era o segundo filho do casamento entre Sigismundo I e a Bona, sendo o único filho legítimo do sexo masculino dos dois casamentos oficiais de Sigismundo I. O nascimento de Sigismundo Augusto foi muito comemorado pela família, pois finalmente Sigismundo I havia conseguido assegurar a continuidade da sua dinastia.  Mas o nascimento de Sigismundo Augusto logo proporcionou uma briga entre o velho Sigismundo e Bona Sforza. Os progenitores de Sigismundo Augusto divergiam sobre qual deveria ser o nome do bebê. Sigismundo queria que o menino levasse o seu nome, pois queria uma linhagem de Sigismundos no trono polaco-lituano. Enquanto Bona queria batizar o menino com o nome de Augusto, em homenagem ao imperador romano de mesmo nome, Augusto. Mas no fim, ambos chegaram no meio-termo e deram ao príncipe um nome duplo, "Sigismundo Augusto".  Sigismundo Augusto durante sua infância cresceu e viveu com sua família na Polônia e na Lituânia. Ele era muito próximo de sua irmã mais velha, Isabela Jagelão, de quem foi criado junto desde cedo. E ele foi preparado para assumir o trono e teve uma educação exemplar, já que era o provável herdeiro de seu pai. Ele foi educado em sua maioria pela sua mãe, Bona Sforza. Apesar disso, seus pais, principalmente sua mãe, não lhe deram oportunidade de adquirir refinamento político e habilidades militares. Segundo as elites nobres, ele foi criado “por mulheres e italianos mais tímidos que as mulheres”. Mas graças a influência da sua mãe, Sigismundo Augusto se tornou um monarca tolerante em questões religiosas, oque garantiu a continuidade da relativa paz religiosa na Polônia-Lituânia.
Em 1529, aos 9 anos de idade, Sigismundo Augusto foi coroado através de uma eleição vivente rege, se tornando Rei da Polônia e Grão-Duque da Lituânia antes mesmo de seu pai morrer. Isto ocorreu, pois na época a Polônia e a Lituânia não eram monarquias hereditárias, mas sim monarquias eletivas, então Bona decidiu coroar seu filho antes de Sigismundo I morrer para assegurar a coroa para seu único filho, sem a necessidade de haver uma eleição. Foi a única vez na história da Polônia que eles tiveram dois monarcas ao mesmo tempo.  Porém, ele não era o rei de facto, e quem governava de facto era seu pai, Sigismundo I, Sigismundo Augusto só assumiria o trono em meados de 1548, após a morte de seu pai. 1 ano depois, em meados 1530, foi arranjado um possível casamento para o jovem rei, então com 10 anos na época, com a arquiduquesa austríaca Isabel de Habsburgo. Porém, Bona Sforza detestou a proposta de um casamento com os habsburgos, e recusou a oferta, e graças á sua influência política, isso fez retardar as negociações até em 1538, quando o casamento finalmente seria aprovado e posteriormente realizado. Pouco antes de se casar, Sigismundo Augusto se envolveu em um caso amoroso com a dama italiana, Diana di Cordona, uma das damas de Bona, que apesar de ter o dobro da idade de Sigismundo na época, foi sua primeira amante oficial.  Sigismundo Augusto e Isabel após isso se casaram em 6 de maio de 1543, quando ele tinha 22 anos e ela tinha apenas 17 anos. Entretanto, o casamento foi um fracasso total. Pois Bona odiava a sua nora por ela ser uma Habsburgo. A rainha continuava sendo contra o casamento, e constantemente jogava Sigismundo contra Isabel e a isolava dentro da corte real, proibindo suas damas de companhia de falarem com Isabel. Sigismundo Augusto também não gostou de Isabel, a achou pouco atraente. Sigismundo e Isabel após um tempo se mudaram para Lituânia, em Vilnius. Porém, lá a saúde de Isabel que já era frágil se deterioraria ainda mais, por conta da sua doença, a epilepsia. Que fazia Isabel ter convulsões constantes, isso fez seu marido a odiar ainda mais e ter nojo dela. E Sigismundo Augusto ainda a humilhava, tendo se envolvido em vários casos extraconjugais com suas amantes. Por conta desses ataques epiléticos a rainha Bona ficou ainda mais contra o casamento. E em meados de 1545, Sigismundo saiu da Lituânia e voltou para Cracóvia, porém, retornou sozinho, deixando Isabel sozinha na Lituânia. Sigismundo havia ido a Cracóvia para recolher o dote da esposa, Mas após mais graves ataques epiléticos, Isabel acabou falecendo em 15 de junho de 1545.
Em 1 de abril de 1548 após a morte de seu pai, o Rei Sigismundo I, ascendeu ao trono oficialmente e logo no início do seu reinado, ele entrou em conflito com a turbulenta szlachta, que já tinha começado a expulsar as grandes famílias do poder. A causa ostensiva de sua animosidade com o rei foi seu segundo casamento, contraído secretamente antes de sua ascensão ao trono, com a bela calvinista lituana, Bárbara Radziwiłł.
Mas a corte austríaca e a própria mãe de Sigismundo, rainha Bona, parecem ter estado atrás do movimento e tão violenta foi a agitação na primeira dieta de Sigismundo (31 de outubro de 1548) que os deputados ameaçaram romper com o soberano caso este imediatamente não repudiasse Bárbara. Isto ele se recusou a fazer e sua coragem moral associada a sua destreza política fez com que ele vencesse esse primeiro confronto. No ano de 1550, quando ele convocou a sua segunda dieta, iniciou-se uma reação a seu favor e a constante má vontade da baixa nobreza foi duramente repreendida pelo Kmita, o presidente da dieta, que abertamente os acusou de tentar diminuir indevidamente a prerrogativa legislativa da coroa. A morte de Bárbara, cinco dias após a sua coroação (7 de dezembro de 1551), sob circunstâncias de muita dor que levaram a uma suspeita não confirmada de que ela tenha sido envenenada pela Rainha Bona, compeliram Sigismundo a contrair uma terceira união puramente política com a arquiduquesa austríaca Catarina Habsburgo , irmã de Isabel, a primeira esposa de Sigismundo. A terceira noiva era doente, antipática e com ela logo Sigismundo perdeu toda a esperança de ter filhos, pois ela mentiu sobre estar grávida e nunca deu a Luz a nenhum bebê. Porém, Catarina não era a única culpada de Sigismundo não ter filhos, vários historiadores concordam que Sigismundo Augusto tinha uma doença venérea, uma doença sexual que ele contraiu de alguma das suas amantes, e isso poderia ter o deixado infértil. E aos 16 anos, ele também havia contraído malária, O que complicava mais ainda para Sigismundo gerar qualquer descendência. E para seu desespero, já que ele era o último descendente direto masculino dos Jaguelônicos, a dinastia estava ameaçada de extinção. Ele buscou solucionar o problema tendo relações extraconjugais com duas das mais belas de suas compatriotas, Bárbara Gizanka e Ana Zajanczkowska. A dieta encarregou-se de legitimar e reconhecer como seu sucessor qualquer criança do sexo masculino que viesse a ser gerado por ele. Mas seu desejo não se realizou e o rei morreu sem deixar herdeiro.

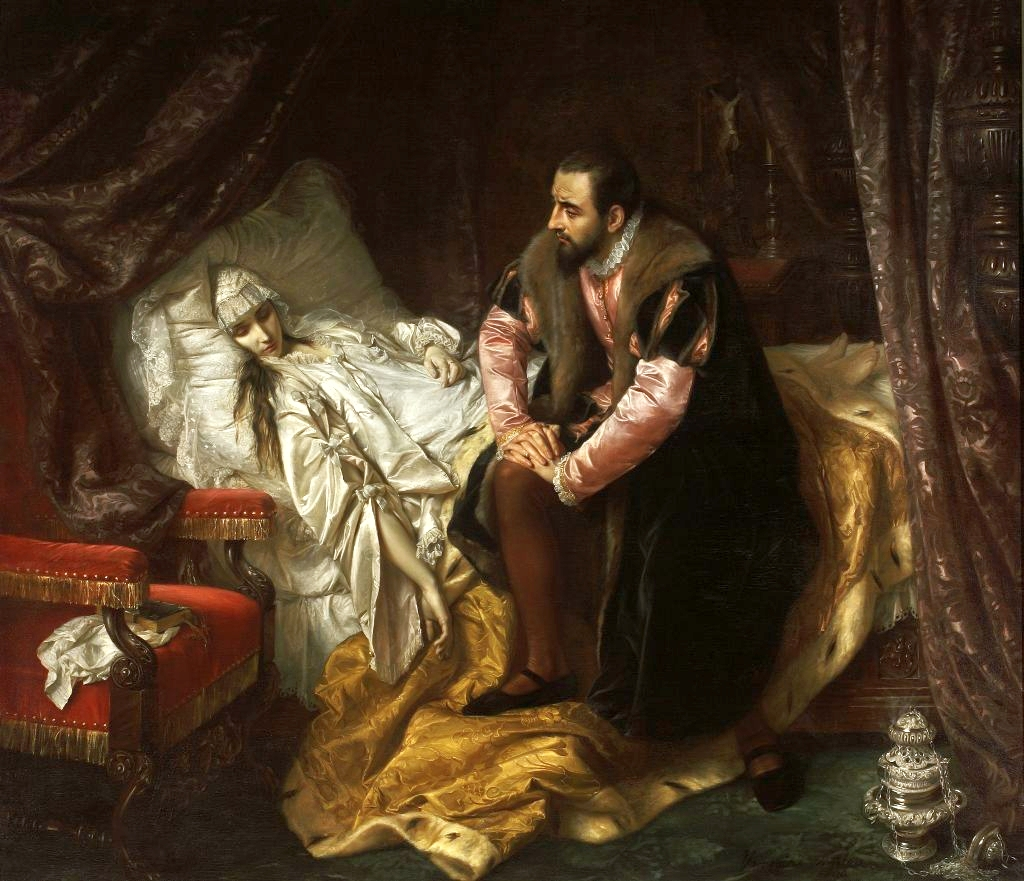
A morte de Bárbara Radziwiłł

Este assunto do casamento do rei era de grande importância política, os protestantes e os católicos tinham igual interesse no caso. Não tivesse sido Sigismundo um bom católico, poderia ele muito bem ter imitado o exemplo de Henrique VIII alegando que sua detestável terceira esposa era irmã de sua primeira e consequentemente a união não era canônica. Os protestantes poloneses esperavam que ele tivesse essa atitude o que o levaria a romper com Roma, enquanto que os Habsburgos, que cobiçavam o trono polonês, eram contrários a qualquer nova união do rei sem filhos. Até que em 28 de fevereiro de 1572, a Rainha Catarina morre deixando Sigismundo livre para um outro compromisso, mas passados menos de seis meses após esse fato é o rei quem morre. O reinado de Sigismundo foi um período de tumulto interno e expansão externa.
Somente um estadista genial poderia ter mediado durante vinte anos, como ele fez, entre a igreja e os cismáticos e obtido a admiração de ambos os lados. Mas o mais notável feito de seu governo foi a União de Lublin, que finalmente juntou num só corpo político a Polônia e a Lituânia chamado República das Duas Nações ou Rzeczpospolita Obojga Narodów e colocou um fim às vaidades e discórdias de séculos. O mérito desta realização pertenceu unicamente a Sigismundo. Morreu na sua amada Knyszyn em 7 de julho de 1572, com a idade de 52 anos. Ele foi sucedido pelo príncipe francês, Henrique Valois, que foi eleito Rei durante a Eleição de 1573.